# Brzozówka (powiat olkuski)
Brzozówka – wieś w Polsce położona w województwie małopolskim, w powiecie olkuskim, w gminie Wolbrom.
W latach 1975–1998 miejscowość należała administracyjnie do województwa katowickiego.